# Marianowo (Reda)
Marianowo – część miasta, południowo-zachodnie osiedle Redy położone przy północno-wschodnim krańcu Trójmiejskiego Parku Krajobrazowego w pobliżu trasy linii kolejowej Gdynia Główna-Słupsk-Szczecin (wzdłuż której znajduje się kilka zakładów przemysłowych). Główną osią komunikacyjną osiedla jest ulica Gniewowska. Połączenie z innymi miejscowościami aglomeracji trójmiejskiej umożliwia trójmiejska SKM (przystanek SKM Reda).